# Escobal (Costa Rica)
Escobal es un distrito del cantón de Atenas, en la provincia de Alajuela, de Costa Rica.

## Historia
Escobal fue creado el 8 de marzo de 2004 por medio de Decreto Ejecutivo 31653-G.

## Geografía
Escobal cuenta con un área de 26,28 km² y una altitud media de 376 m s. n. m.

## Demografía
Para el año 2022, Escobal cuenta con una población estimada de 844 habitantes, y para el último censo efectuado, en 2011, Escobal contaba con una población de 848 habitantes.

## Localidades
- Poblados: Cerrillo, Guácimos, Kilómetro 51, Lapas, Mangos, Quebradas, Vuelta Herrera.

## Transporte

### Carreteras
Al distrito lo atraviesan las siguientes rutas nacionales de carretera:
- Ruta nacional 27
- Ruta nacional 707